# Jan Jakub Wecsile
Jan Jakub Wecsile, również Kuba Wecsile (ur. 1975) – polski dialogista (debiut – Iniemamocni), scenarzysta seriali (m.in. Hela w opałach, Niania) i autor tłumaczeń.
W wieku 5 lat zagrał rolę brata Kaśki w serialu Tylko Kaśka.
Współpracuje głównie ze studiem Master Film, SDI Media Polska i Studiem PRL.
Autor dialogów do filmu Robaczki z Zaginionej Doliny powstałych na zlecenie Kino Świat bez zgody twórców filmu – po ich reakcji wszystkie kopie z dodatkową ścieżką dialogową zostały wycofane z dystrybucji.

## Dialogi polskie
- 2019: Gwiezdne wojny: Skywalker. Odrodzenie
- 2016: Kapitan Ameryka: Wojna bohaterów
- 2016: Vaiana: Skarb oceanu
- 2015: Gwiezdne wojny: Przebudzenie Mocy
- 2015: Ant-Man
- 2015: Kapitan Szablozęby i skarb piratów
- 2015: Avengers: Czas Ultrona
- 2014: Strażnicy Galaktyki
- 2014: Kapitan Ameryka: Zimowy żołnierz
- 2013: Kraina lodu
- 2013: Thor: Mroczny świat
- 2013: Iron Man 3
- 2012: Asterix i Obelix: W służbie Jej Królewskiej Mości
- 2012: Merida Waleczna
- 2012: Avengers
- 2011: Matki w mackach Marsa
- 2010: Zaplątani
- 2010: Camp Rock 2: Wielki finał
- 2010: Toy Story 3
- 2010: Disco robaczki
- 2010: Alicja w Krainie Czarów
- 2009: Opowieść wigilijna
- 2009: Załoga G
- 2009: Odlot
- 2009: Hannah Montana: Film
- 2008: High School Musical 3: Ostatnia klasa
- 2008: Piorun
- 2008: Camp Rock
- 2008: Wyprawa na Księżyc 3D
- 2008: WALL·E
- 2008: Opowieści z Narnii: Książę Kaspian
- 2008: Asterix na olimpiadzie
- 2007: Lucky Luke na Dzikim Zachodzie
- 2007: Lissi na lodzie
- 2007: Zaczarowana
- 2007: High School Musical 2
- 2007: Ratatuj
- 2007: Wojownicze Żółwie Ninja
- 2007: Rodzinka Robinsonów
- 2006: Dżungla
- 2006: Auta
- 2006: Mój brat niedźwiedź 2
- 2006: 7 krasnoludków: Las to za mało – historia jeszcze prawdziwsza
- 2006: Alex Rider: Misja Stormbreaker
- 2006: Nowa szkoła króla
- 2005: Szeregowiec Dolot
- 2005: Oliver Twist
- 2005: Garbi: super bryka
- 2005: Maggie Brzęczymucha – oprócz dialogów, tekst piosenki
- 2005: Opowieści z Narnii: Lew, czarownica i stara szafa
- 2004: Pamiętnik księżniczki 2: Królewskie zaręczyny
- 2004: Iniemamocni
- 2004: Pupilek
- 2004: 7 krasnoludków – historia prawdziwa
- 2003: Nawiedzony dwór
- 2002: Kim Kolwiek
- 2002: Księżniczka na ziarnku grochu
- 2002–2003: Ozzy i Drix

## Scenarzysta
- 2011: Rodzinka.pl
- 2010: Śniadanie do łóżka
- 2009: Miłość na wybiegu
- 2006: Hela w opałach
- 2005–2009: Niania